# Irworobongdo

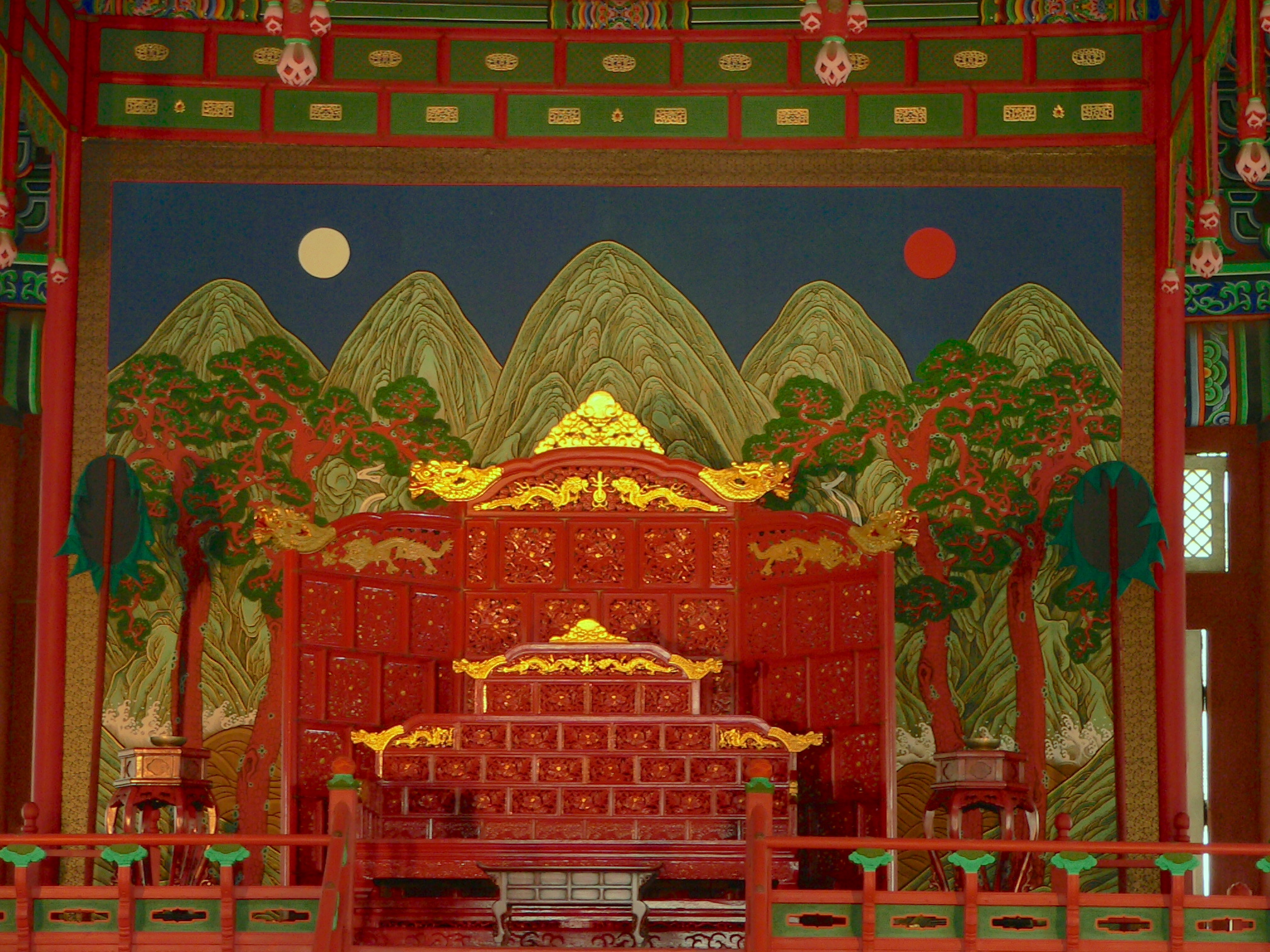
Irworobongdo nella sala del trono del palazzo reale Gyeongbokgung

L'Irworobongdo (일월오봉도?, 日月五峯圖?, Ir-wor-obongdoLR, IrwŏrobongdoMR; "Dipinto del sole, della luna e delle cinque vette") è un paravento dipinto coreano che rappresenta un paesaggio altamente stilizzato con un sole, una luna e cinque vette, il quale veniva posizionato dietro al trono della fenice durante il periodo Joseon. È uno dei temi più rappresentativi tra i dipinti reali di tale epoca, e indicava l'autorità e la dignità della figura del monarca, nonché l'augurio che la dinastia reale durasse in eterno. È anche conosciuto come "Irwoldo" (일월도?, "Dipinto del sole e della luna"), "Irwolgonryundo" (일월곤륜도?, "Dipinto del sole, della luna e del monte Kunlun") e "Irworoakdo" (일월오악도?).
L'immagine del sole, la luna e le cinque vette è stata rappresentata non solo su paravento, ma anche in diversi altri formati; in ciascuno gli elementi simbolici, così come la composizione di base del paesaggio, sono sempre gli stessi, e le eventuali variazioni riguardano solo dettagli minori o la posizione di alcuni elementi. L'illustrazione, inoltre, decora lo sfondo della banconota da diecimila won sudcoreani.

## Descrizione dell'immagine
La scena rappresentata è quella di un sole rosso vibrante a est, una candida luna piena a ovest, cinque picchi scoscesi, di cui quello centrale più alto degli altri, con la sommità talvolta decorata in foglia d'oro. Il sole e la luna si trovano sempre tra le cime dei monti laterali. Sono presenti anche due torrenti che nascono rispettivamente in una gola tra le due coppie laterali di montagne e si riversano con ampie cascate nello specchio d'acqua centrale, il quale è decorato con onde stilizzate in forme diverse nei vari dipinti. Ad incorniciare l'immagine su ogni lato, inoltre, ci sono due coppie di pini dal tronco generalmente rossastro. Tra i bordi delle montagne e l'acqua, oppure tra le onde stilizzate, o anche in entrambi i casi, ci sono bolle e schiuma stilizzati che ricordano delle dita che puntano verso l'alto.

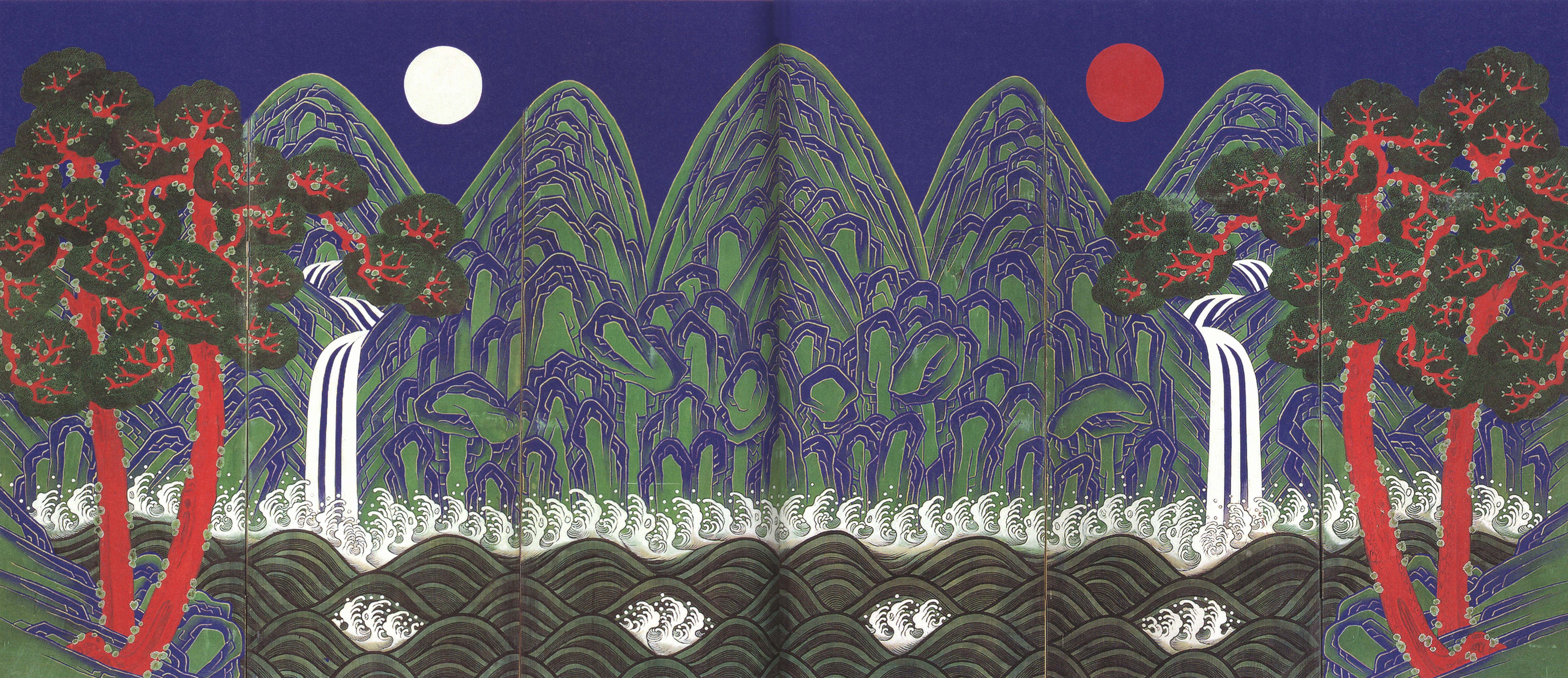
Irworobongdo, il dipinto del Sole, della Luna e delle Cinque Vette

I pigmenti brillanti e saturi (primeggiano in genere il blu, il rosso, il verde, il bianco e il nero), erano importati dalla Cina e dunque molto preziosi, a sottolineare il prestigio del re, e venivano fissati con colla animale o vegetale, che conferiva una finitura brillante e impermeabile al lavoro.
Secondo il critico d'arte Holland Cotter del New York Times, rispetto a dipinti con soggetti simili nella tradizione cinese o giapponese, la composizione di un Irworobongdo si presenta molto più stilizzata, arcaica e ieratica. Sebbene infatti i paraventi dipinti siano una categoria di opere spesso usata per adornare i palazzi reali in Asia, la composizione simbolica dell'Irworobongdo è una peculiarità unica dell'arte di corte coreana di epoca Joseon.
Era obbligatorio che questi paraventi fossero posizionati dietro ai ritratti reali, in qualsiasi momento e ovunque essi fossero. Negli uigwe, ovvero i registri dei riti e delle cerimonie reali della dinastia Joseon, vengono riportati diversi formati: il paravento con otto pannelli, il pannello singolo e più stretto sistemato a uno dei lati del ritratto invece che dietro ad esso e anche un altro singolo, più ampio e chiamato sappyeong, che viene sostenuto da un piedistallo ornamentale massiccio. Si registrano anche dipinti del sole, la luna e le cinque vette su coppie di porte scorrevoli.

## Significato simbolico

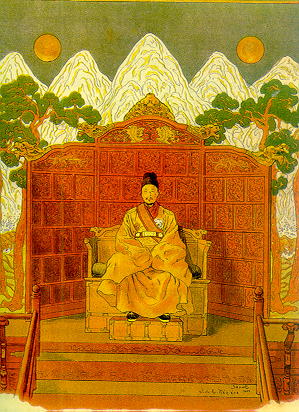
Ritratto di re Gojong, sovrano della dinastia Joseon. (Litografia di Joseph de la Nezière da l'Extrême Orient en Image pubblicato nel 1903.)

Gli storici suggeriscono che i dipinti del sole, la luna e le cinque vette siano tra gli elementi più importanti della sala del trono, in quanto legati strettamente all'ideologia politica del regno di Joseon. Secondo la dottoressa Yi Song-mi, docente di Storia dell'Arte presso la Academy of Korean Studies a Seul, infatti, il pannello delle cinque vette non può essere considerato decorativo "in quanto la sua funzione primaria era una piuttosto simbolica o rituale".
Il sole e la luna rappresentano rispettivamente sia il re e la regina sia yin e yang, ovvero i due principi opposti che determinano l'armonia dell'universo. La posizione del trono al centro di fronte al paravento, quindi, completa l'immagine indicando il monarca come la figura al centro di tutto l'universo: i colori brillanti del dipinto posto dietro al re o ai suoi lati, infatti, serviva anche a indirizzare lo sguardo dei sudditi proprio verso la persona del re. Il trono stesso e la figura del monarca venivano tenuti in considerazione anche durante la realizzazione dell'opera, perché il re era considerato parte di essa, integrato nel suo simbolismo, tanto che il dipinto non si considerava completo finché il re non vi si sedeva di fronte.
Secondo una lettura, le cinque vette simboleggiano le cinque grandi montagne della Corea durante l'epoca Joseon, ovvero i monti Samgak, Baekdu, Jiri, Kumgang e Myohyang, ognuno dei quali rappresenta un punto cardinale e quindi delimita il territorio. Ancora, i cinque picchi potrebbero richiamare le cinque virtù del confucianesimo: Ren (仁S, benevolenza), Yi (义S, rettitudine), Li (礼S, correttezza), Zhi (智S, saggezza), Xin (信S, integrità). Ancora, lo specchio d'acqua mosso da onde è spesso considerato una rappresentazione del numeroso popolo nel regno di Joseon. Virginia Moon, curatrice della mostra "Treasures From Korea: Arts and Culture of the Joseon Dynasty, 1392-1910" presso il L.A. County Museum of Art ha detto: "Ci sono il sole rosso e la luna bianca che rappresentano le teorie dello yin e lo yang. Le vette delle cinque montagne rappresentano i cinque elementi. È una rappresentazione dell'universo in armonia".
Un'altra lettura dell'opera è poi riconducibile a un poema contenuto nello Shījīng (Libro delle Odi). La poesia "La protezione del Cielo" o "Benedizione del Cielo" (Parte II, Libro I, Ode VI) menziona infatti i nove elementi costitutivi dell'Irworobongdo:
Così che tu possa prosperare in ogni cosa che fai

Come gli alti colli, e le grandi montagne

Come le creste più alte, e le alture più massicce,

Che la tua crescita possa essere come il ruscello che scorre in eterno su di esse

…

Tutta la stirpe dai capelli corvini, con tutti i loro cognomi

Pratica la tua virtù universalmente.

Come la luna che diventa piena

Come il sole che ascende ai cieli

Come l'età delle colline meridionali

Che non declina mai, non crolla mai,

Come l'abete e il cipresso lussureggianti

Possa la tua stirpe essere tale!»
Il testo manifesta il principio confuciano del Mandato del cielo ed elenca le diverse manifestazioni di approvazione del governo da parte delle divinità: le montagne ai lati di quella centrale, i fiumi che discendono dall'alto. Il resto indica il modo in cui il monarca pratica le sue virtù: una luna nuova che diventa piena, il sorgere del sole ogni giorno, la longevità del monte Namsan (al centro della composizione), e la prosperità e vegetazione abbondante dei pini. Sono dunque tutti simboli che richiamano il ripetersi delle attività quotidiane come le immutabili leggi della natura, e dunque collimano con il principio confuciano del Mandato del Cielo, facendo di questo dipinto la testimonianza del collegamento tra il re e i benefici materiali a lui concessi dal cielo. Inoltre le cascate, così come la luna, gli alberi e le rocce sono simboli di longevità che si possono riscontrare in molti dipinti di buon auspicio che venivano offerti in dono ai dignitari di corte.

## Storia
Non esistono documenti che possano spiegare l'iconografia originaria del paesaggio. Tutti i pannelli dipinti usati a corte in occasione dei riti e delle cerimonie più formali venivano spesso annoverati come minhwa (민화?, 民畵?) o dipinti popolari: ciò pare fosse dovuto al fatto che dei pittori di villaggio si appropriavano di molti dei paraventi usati a corte, incluso l'Irworobongdo, e poi ne realizzavano versioni ridotte per venderle alla gente comune nei mercati di Hanyang.

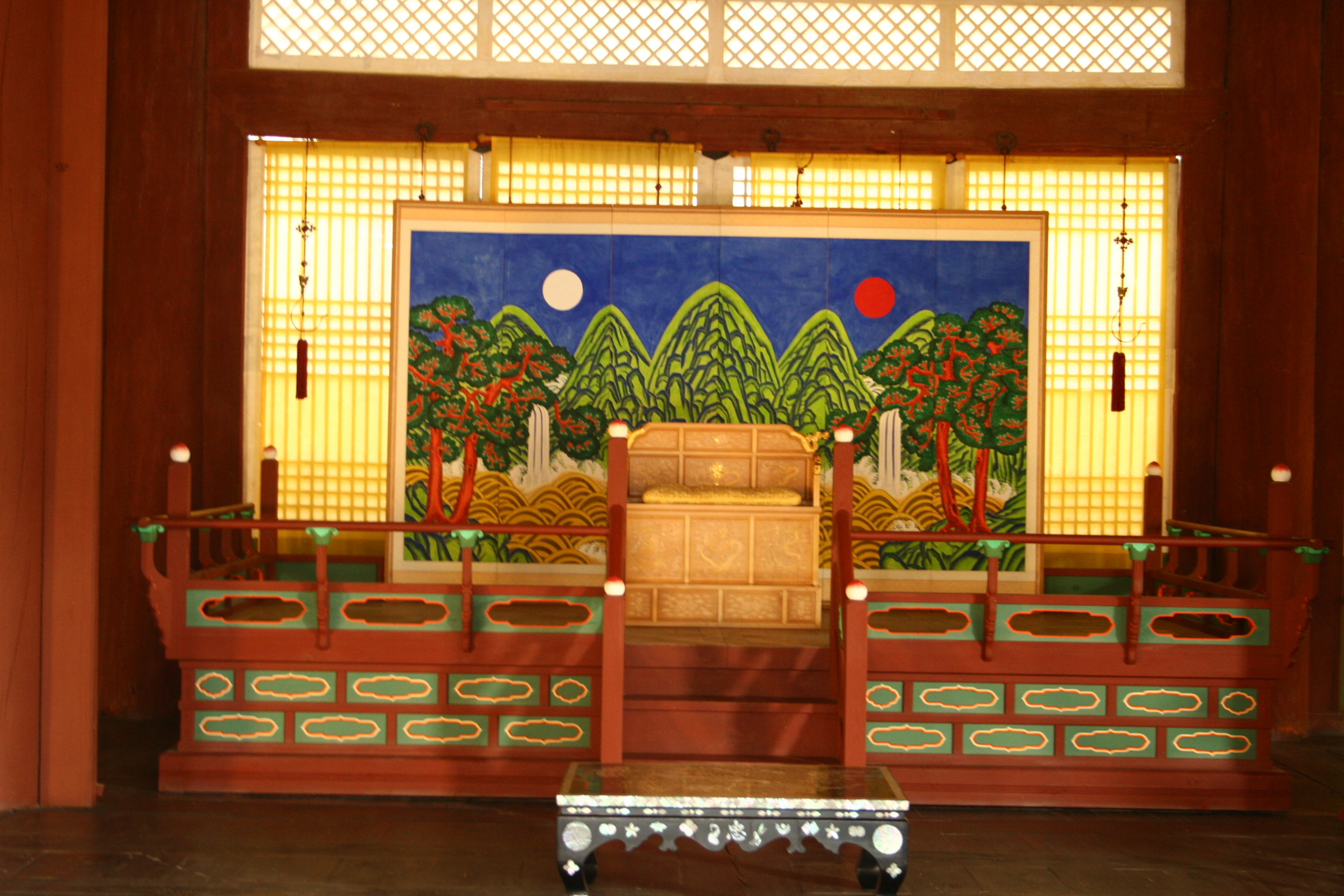
Sala Sajeongjeon nel palazzo reale Gyeongbok a Seul, Corea del Sud.

Quanto alle origini dell'Irworobongdo, si teorizza che le prime rappresentazioni della scena risalgano al regno di Taejo (r. 1392-1398). In quanto fondatore della dinastia Joseon, si ritiene che egli, generale divenuto re dopo aver rovesciato il regno di Goryeo, avesse adottato l'uso di questo dipinto altamente simbolico per confermare l'autorità reale, invocando il mandato del cielo. A supporto di questa tesi sarebbe la convinzione che a stabilire la pratica di utilizzare il paravento in questione fosse stato lo studioso Jeong Do-jeon, una figura chiave nell'adozione del neoconfucianesimo come ideologia di stato di Joseon. Poiché però esiste un dipinto del XVI secolo intitolato "L'esibizione di arti marziali a Soch'ong-dae nel regno di Myeongjong" (r. 1545-1567) il quale non mostra alcun paravento simile dietro al trono del re, mentre una copia del XIX secolo lo riporta, la professoressa Yi Song-mi suggerisce che far risalire le origini dell'Irworobongdo al 1392 sia errato, e che anzi potrebbe essere stato utilizzato a partire dal periodo seguente alla guerra Imjin (1592-1598), per riaffermare il potere e l'autorevolezza della dinastia Joseon.
Indagini storiche hanno rivelato che le botteghe erano solite conservare una fornitura costante di questo tipo di paraventi, ma solamente una ventina originali sono giunti fino al XXI secolo, di cui alcuni sono visibili nei palazzi reali Gyeongbokgung, Changdeokgung, Changgyeonggung e Deoksugung. Solo di uno, però, si conosce la data di realizzazione: si tratta del pannello conservato presso il museo Eojin nella provincia di Gyeonggi, che fu realizzato nel 1872.

## Nella cultura moderna

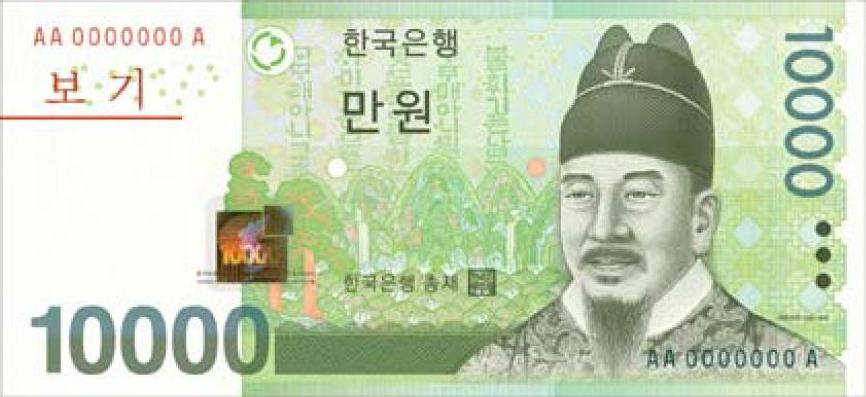
La banconota dal diecimila won sudcoreani.

- La scena del sole, la luna e le cinque vette si trova sullo sfondo del lato frontale della banconota da diecimila won sudcoreani, che reca in primo piano il ritratto di re Sejong.[4]
- L'immagine è stata usata per la grafica di una delle locandine dei Giochi della XXIV Olimpiade che si svolsero a Seul, in Corea del Sud.[15]
- Nella quasi totalità dei film in costume e drama storici sudcoreani si può notare la presenza dell'Irworobongdo dietro al trono del re.[4][11] L'iconografia dell'Irworobongdo è stata utilizzata anche per le immagini promozionali del drama Haereul pum-eun dal.[16]